# Condado de Madison (Carolina do Norte)
O Condado de Madison é um dos 100 condados do estado americano da Carolina do Norte. A sede do condado é Marshall, e sua maior cidade é Mars Hill. O condado possui uma área de 1 170 km² (dos quais 6 km² estão cobertos por água), uma população de 19 635 habitantes, e uma densidade populacional de 17 hab/km² (segundo o censo nacional de 2000). O condado foi fundado em 1851.